# Trappistenabtei Caldey

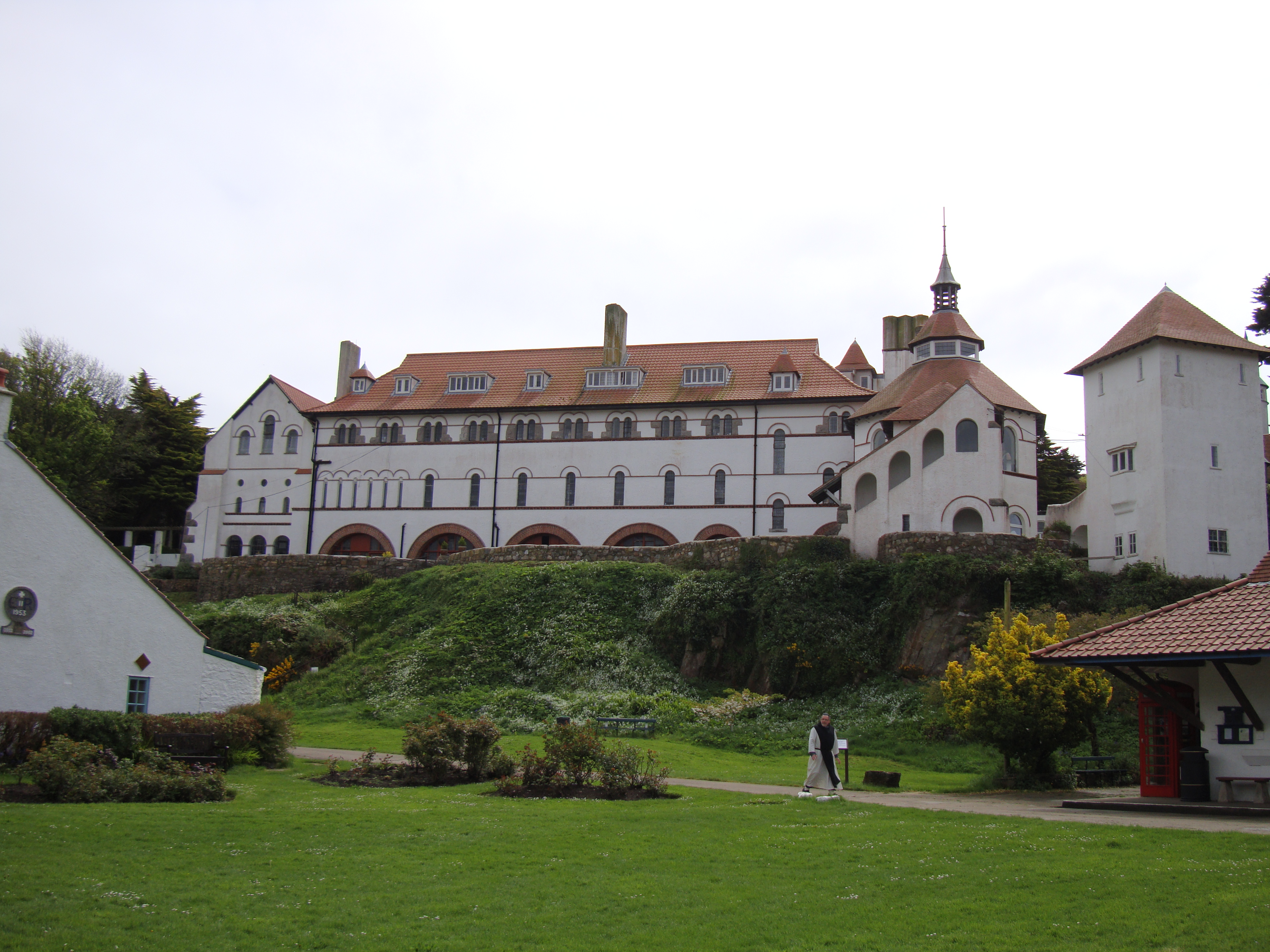
Caldey Abbey

Die Trappistenabtei Caldey Abbey (lat.  Abbatia Beatae Mariae de Caldey) ist seit 1929 ein walisisches Kloster auf Caldey Island vor der Küstenstadt Tenby, Bistum Menevia.

## Geschichte
Ähnlich wie die Klosterinsel Île Saint-Honorat vor Cannes (mit der Abtei Lérins) war auch Caldey Island schon im 6. Jahrhundert durch Mönche besiedelt. Vom 12. Jahrhundert bis 1536 bestand eine Priorei des sogenannten Tironenserordens, einer  Benediktinerkongregation des Bernhard von Tiron. Von 1906 bis 1925 siedelten auf der Insel (unter der Führung von Aelred Carlyle, 1874–1955) Benediktinermönche der Anglikanischen Kirche, die 1914 zur Römisch-katholischen Kirche übertraten. Ihnen folgten belgische Trappisten der Abtei Scourmont, die 1929 (in den von den Vorgängern errichteten Baulichkeiten) das Kloster Caldey gründeten, das 1934 zur Priorei und 1959 zur Abtei erhoben wurde. Aus Caldey Abbey ging der norwegische Bischof John Willem Gran hervor.

## Obere, Prioren und Äbte
- André Garcette (1929–1930)
- Aelred Lefèvre (1930–1942)
- Jérome Robert (1942–1946)
- Albert Derzelle (1946–1954)
- Eugene Boylan (1955–1959)
- Samson (James) Wickstead (1959–1980)
- Robert O’Brien (1980–1997)
- Daniel van Santvoort (1999–)